# Moving Pictures
《Moving Pictures》는 1981년 2월 12일, 앤섬 레코드에서 발매된 캐나다의 프로그레시브 록 밴드 러시의 여덟 번째 스튜디오 음반이다. 이전 음반인 《Permanent Waves》 (1980년)를 지원하기 위해 순회 공연을 한 뒤 1980년 8월 공동 프로듀서 테리 브라운과 함께 새로운 소재를 쓰고 녹음하기 시작했다. 이들은 초기 음반에 비해 더 촘촘한 곡 구조와 길이가 짧은 곡들을 특징으로 하여 라디오 친화적인 곡을 계속해서 작곡했다.
《Moving Pictures》는 현재와 회고적인 음악 비평가들로부터 긍정적인 반응을 얻었고, 캐나다에서 1위, 미국과 영국에서 3위에 도달하면서 즉각적인 상업적 성공을 거두었다. 이 음반은 미국 음반 산업 협회로부터 400만장 이상 판매된 4배 플래티넘을 인증받은 후 미국에서 가장 많이 팔린 음반으로 남아있다. 〈Limlight〉, 〈Tom Sawyer〉, 〈Vital Signs〉는 1981년에 싱글로 발표되었고, 기악곡 〈YYZ〉는 그래미 어워드 최우수 록 연주상 후보에 올랐다. 러시는 1980년 9월부터 1981년 7월까지 콘서트 투어로 음반을 지원했다.

## 배경
1980년 6월, 밴드는 그들의 일곱 번째 스튜디오 음반인 《Permanent Waves》 (1980년)를 후원하기 위해 미국, 캐나다, 영국 투어를 10개월 동안 끝냈다. 뉴욕에서의 투어가 중단되는 동안, 밴드는 그들이 사운드 체크에서 개발하고 있는 아이디어들이 테이프에 담기에 충분히 흥미로웠기 때문에 투어 중에 녹음한 두 번째 라이브 음반을 준비하기 보다는 새로운 스튜디오 음반 작업을 시작하기로 동의했다. 닐 피어트는 새 음반을 만드는 데 중요한 역할을 했고, 게디 리와 알렉스 라이프슨은 그들이 그의 열정을 사로잡는 것을 발견했다. 3인조는 2년 계획을 짜놓고 갑작스러운 변화에 동의하고 일정을 취소한 매니저와 PD에게 아이디어를 던졌다.
잠시 휴식한 후, 그들은 1980년 7월 토론토의 페이즈 원 스튜디오에서 록 밴드 맥스 웹스터의 멤버들과 재결성한 후, 이 그룹의 음반인 《Universal Juveniles》에 〈Battlescar〉를 녹음했다. 세션 중에 맥스 웹스터의 작사가 파이 두보이스는 러시가 녹음하기에 적합하다고 생각되는 곡을 제안했고, 이 곡은 〈Tom Sawyer〉로 발전되었다. 그 후 러시는 그들의 새 음반을 위한 자료를 쓰고 준비하기 위해 온타리오주의 스토니 레이크로 이사했다. 세션은 생산적이었으며, 〈The Camera Eye〉가 첫 번째로 작업되었으며, 〈Tom Sawyer〉, 〈Red Barchetta〉, 〈YYZ〉, 〈Limlight〉가 그 뒤를 이었다. 초기 작사, 작곡 세션 후, 러시는 그들의 공동 프로듀서 테리 브라운과 함께 페이즈 원 스튜디오로 돌아와 노래의 데모를 준비했다. 이 밴드는 1980년부터 1981년까지의 그들의 투어 리허설 동안 더 많은 작업을 하였고, 녹음 전 라이브 세트에 〈Tom Sawyer〉와 〈Limlight〉를 포함시켰다.

## 발매 및 평가
| 전문가 평가                   | 전문가 평가 |
| 평가 점수                     | 평가 점수   |
| 출처                          | 점수        |
| ----------------------------- | ----------- |
| AllMusic                      | [ 3 ]       |
| The Rolling Stone Album Guide | [ 4 ]       |

《Moving Pictures》는 1981년 2월 11일, 토론토 CHUM-FM에서 열린 릭 링거의 라디오 쇼에 리의 방문 동안 상영되었다. 이 음반은 다음날 발매되었다.
《케랑!》 매거진은 이 음반을 "역사상 위대한 헤비 메탈 음반 100장" 중 43위로 선정했다. 《롤링 스톤》은 2012년 독자 여론조사 '역대 가장 좋아하는 프로그 록 음반' 10위, 2015년 '역대 가장 위대한 프로그 록 음반 50장' 3위(1위 핑크 플로이드의 《The Dark Side of the Moon》과 2위 킹 크림슨의 《In the Court of the Crimson King》에 이어)에 《Moving Pictures》를 선정했다. 그리고 2020년 판에 역사상 가장 위대한 음반 500장 중 379위에 올랐다. 2014년, 《리듬》의 독자들은 《Moving Pictures》를 프로그레시브 록 역사상 가장 위대한 드럼 음반으로 선정했다. 《Moving Pictures》와 《2112》는 《죽기 전에 꼭 들어야 할 앨범 1001》에 수록된 두 장의 러시 음반이다.
《Moving Pictures》는 러시의 2010년~11년 Time Machine Tour의 각 쇼에서 두 번째 세트를 여는 데 처음으로 라이브로 연주되었다.

## 곡 목록
작사는 닐 피어트와 파이 두보이스의 〈Tom Sawyer〉를 제외한 모두 피어트가 맡았고, 작곡은 게디 리와 피어트의 〈YYZ〉를 제외한 모두 알렉스 라이프슨와 리가 맡았다.
| #  | 제목              | 재생 시간 |
| -- | ----------------- | --------- |
| 1. | 〈Tom Sawyer〉    | 4:34      |
| 2. | 〈Red Barchetta〉 | 6:10      |
| 3. | 〈YYZ (기악)〉    | 4:26      |
| 4. | 〈Limelight〉     | 4:20      |

| #  | 제목                              | 재생 시간 |
| -- | --------------------------------- | --------- |
| 5. | 〈The Camera Eye〉                | 10:58     |
| 6. | 〈Witch Hunt (Part III of Fear)〉 | 4:46      |
| 7. | 〈Vital Signs〉                   | 4:46      |

## 인증
| 국가                       | 인증        | 판매량/출하량 |
| -------------------------- | ----------- | ------------- |
| 캐나다 (뮤직 캐나다)       | 4× 플래티넘 | 400,000^      |
| 영국 (BPI)                 | 실버        | 60,000^       |
| 미국 (RIAA)                | 4× 플래티넘 | 4,000,000^    |
| ^출하량을 기반으로 한 인증 |             |               |